# Exechia macrura
Exechia macrura är en tvåvingeart som beskrevs av Gabriel Strobl 1910. Exechia macrura ingår i släktet Exechia och familjen svampmyggor. Inga underarter finns listade i Catalogue of Life.